# Platycrepidius
Platycrepidius là một chi bọ cánh cứng trong họ 
Elateridae.
Chi này được miêu tả khoa học năm 1859 bởi Candèze.

## Các loài
Các loài trong chi này gồm:
- Platycrepidius abdominalis Perty, 1834
- Platycrepidius alajuelensis Johnson, 2000
- Platycrepidius albipes Candèze, 1859
- Platycrepidius alboguttatus (Candèze, 1865)
- Platycrepidius bicinctus Candèze, 1859
- Platycrepidius bifoveatus Candèze, 1881
- Platycrepidius bosque Johnson, 2000
- Platycrepidius boucardi (Salle, 1873)
- Platycrepidius carnifex Candèze, 1859
- Platycrepidius castus Janson, 1882
- Platycrepidius costaricensis Johnson, 2000
- Platycrepidius costatus Candèze, 1859
- Platycrepidius cyanipennis Candèze, 1859
- Platycrepidius decimnotatus Johnson, 2000
- Platycrepidius dimidiatus (Candèze, 1878)
- Platycrepidius discoidalis (Candèze, 1878)
- Platycrepidius duodecimnotatus Johnson, 2000
- Platycrepidius eburatus (Champion, 1895)
- Platycrepidius eques Candèze, 1859
- Platycrepidius grandini (Candèze, 1865)
- Platycrepidius interruptus Olivier, 1792
- Platycrepidius latus Fleutiaux, 1902
- Platycrepidius monteverde Johnson, 2000
- Platycrepidius partitus (Champion, 1895)
- Platycrepidius prodigus Janson, 1882
- Platycrepidius schaumi Candèze, 1859
- Platycrepidius tico Johnson, 2000
- Platycrepidius trinitatis Zayas, 1988
- Platycrepidius wapleri Salle, 1855
- Platycrepidius wapleri (Sallé, 1855)